# Club Deportivo Getafe Femenino
El Club Deportivo Getafe Femenino  es un club de fútbol femenino de la localidad de Getafe. Fundado en el año 2020, actualmente juega en el Grupo Sur de la Segunda Federación de España.

## Historia
Fundación del C.D. Getafe Femenino. En 1976 se creó la Agrupación Deportiva Alhóndiga, una de las más antiguas de Getafe, con una sección masculina de fútbol en sus inicios y posteriormente otra femenina. Esta última alcanzó a tener cinco categorías, desde alevines hasta liga nacional, con 90 jugadoras en total. Debido a este crecimiento, y así como también para acompañar el camino de la RFEF para potenciar el fútbol femenino, la A.D. Alhóndiga cede a partir de la nueva temporada 2020-2021 su sección femenina y se crea un nuevo club 100% femenino.
Así es como nace el Club Deportivo y Escuela de Fútbol Getafe Femenino, en principio con los mismos equipos y jugadoras del anterior club, pero con el objetivo de aumentarlas progresivamente. En tanto, la infraestructura y campo de juego se mantienen.

## Consejo de administración
- Presidente: Miguel Cabello[2]
- Director Deportivo: Alberto Pascual
- Coordinador: Alejandro Flamil
- Entrenador: Blas Ramírez[3]
- Segundo entrenador: Jota Torres

## Clasificación Segunda División

### Temporada 2021-22
- Ganadoras de Grupo (5)[4]

### Temporada 2022-23
- Cuartas de Grupo (5)[5]